# Попова Дар'я Сергіївна
Дар'я Сергіївна Попова (нар. 23 вересня 2001, Харків, Україна) — українська фігуристка, що виступає у спортивних танцях на льоду в парі з Володимиром Бєліковим. Чемпіони України з фігурного катання у танцях на льоду (2018). Багаторазові призери етапів юніорського Гран Прі.
Станом на 27 вересня 2019 року пара займає 27-е місце в рейтингу Міжнародного союзу ковзанярів (ІСУ).

## Біографія
Дар'я Попова народилася 23 вересня 2001 року в Харкові.
У 2014 році розпочала навчання у Харківській державній академії фізичної культури.

## Спортивна кар'єра

### Ранні роки
Попова почала вчитися кататися в 2005 році. На початку своєї кар'єри вона каталася з Вадимом Кравцовим і Володимиром Накиським. Протягом сезону 2015—2016 рр. Попова та Накишко змагалися на двох етапах Гран-прі для юніорів і завоювали бронзову медаль на Чемпіонаті України серед юнаків. Їх тренували Галина Чурилова та Мар'яна Козлова у Харкові.

### 2016—2017 сезон
У 2016 році Дар'я почала кататися у парі з Володимиром Бєліковим. Їх продовжували тренувати Галина Чурилова та Мар'яна Козлова. Вони дебютували на міжнародному рівні на етапі Гран-прі в Чехії на початку вересня 2016 року. Пізніше пара посіла 8-е місце в Острава і 7-е місце на своєму наступному етапі Гран-прі, в Таллінн, Естонія. Дует зайняв срібло на дорослому рівні Чемпіонаті України з фігурного катання, перш ніж виграти золото на юніорському рівні.
Їх пара була відібрана для представлення України на Чемпіонаті світу з фігурного катання 2017 року в Тайбеї, Тайвань: вони зайняли 11-е місце в короткому танці, 12-е місце у вільному танці, та 12-е — в загальному рейтингу.

### 2017—2018 сезон
Їх міжнародний дебют на дорослому рівні відбувся в листопаді на змаганні Open Cup в Ризі, Латвія. Вони завоювали срібло на цьому заході, поступившись лише танцюальній парі з Німеччини — Катаріні Мюллер та Тима Діка.
Продовжуючи на дорослому рівні, Попова та Бєліков посіли 9-е місце на CS 2017, 8-е на Santa Claus Cup, та друге на Чемпіонаті України. Вони були включені в команду України на чемпіонат Європи з фігурного катання 2018 року, який відбувся в січні в Москві, але їх балів за короткий танець не вистачило для допуску в довільну програму. В підсумку вони посіли 22-е місце. У березні вони змагалися на Чемпіонаті світу серед юніорів в Софія (Болгарія), зайнявши 9 місце в короткому танці, 11-му на вільному і 11-те в загальному рейтингу.

### 2018—2019 сезон
Попова та Бєліков завоювали бронзу на етапі Гран-прі серед юніорів в Каунасі, Литва.
В цьому сезоні вони вперше виграли Чемпіонат України з фігурного катання, що дало їм змогу виступити на Чемпіонаті Європи, де вони в підсумку посіли 16-те місце.

### 2019—2020 сезон
Попова та Бєліков завоювали бронзу на своєму першому Гран-прі юніорів 2018 року в Литві, а потім посіли четверте місце на етапі у Словенії. Після цього вони змагались на CS Tallinn Trophy, де посіли п'яте місце, і виграли свій перший Чемпіонат України з фігурного катання.
На Чемпіонаті Європи з 2019 року вони посіли у підсумку 16 місце (були 16 після ритм-танцю та 17 після довільної програми).
На Чемпіонаті світу серед юніорів 2019 року їх пара розмістилася на одинадцятому місці.

## Спортивні результати[7]
| Міжнародні змагання              | Міжнародні змагання | Міжнародні змагання | Міжнародні змагання | Міжнародні змагання | Міжнародні змагання |
| Змагання/ Сезон                  | 15–16               | 16–17               | 17–18               | 18-19               | 19-20               |
| -------------------------------- | ------------------- | ------------------- | ------------------- | ------------------- | ------------------- |
| Чемпіонати світу                 |                     |                     |                     |                     | 16                  |
| Чемпіонати Європи                |                     |                     | 22                  | 16                  |                     |
| Серія Челенджера: Tallinn Trophy |                     |                     |                     |                     |                     |
| Серія Челенджера:Ice Star        |                     |                     |                     |                     |                     |
| Серія Челенджера: Lombardia      |                     |                     |                     |                     |                     |
| Серія Челенджера: U.S. Classic   |                     |                     |                     |                     |                     |
| Серія Челенджера: Warsaw Cup     |                     |                     |                     |                     |                     |
| Cup of Nice                      |                     |                     |                     |                     |                     |
| Ice Star                         |                     |                     |                     |                     |                     |
| Santa Claus Cup                  |                     |                     |                     | 8                   |                     |
| Volvo Open Cup                   |                     |                     | 2                   |                     |                     |
| Міжнародні юніорські змагання    |                     |                     |                     |                     |                     |
| Юніорські чемпіонати світу       |                     | 12                  | 11                  |                     |                     |
| Юнацькі Олімпійські ігри         |                     |                     |                     |                     |                     |
| Фінал юніорського Гран-прі       |                     |                     |                     |                     |                     |
| Ljubljana Cup                    |                     |                     |                     | 4                   |                     |
| Amber Cup                        |                     |                     |                     | 3                   |                     |
| Baltic Cup                       |                     |                     | 5                   |                     |                     |
| Minsk Arena Cup                  |                     |                     | 7                   |                     |                     |
| Tallinn Cup                      |                     | 7                   |                     |                     |                     |
| Czech Skate                      |                     | 8                   |                     |                     |                     |
| Volvo Open                       |                     |                     |                     | 3                   |                     |
| Istanbul Cup                     |                     |                     |                     |                     |                     |
| NRW Trophy                       |                     | 4                   |                     | 1                   |                     |
| Santa Cup                        |                     |                     |                     |                     |                     |
| Jegvirag Cup                     |                     |                     | 1                   |                     |                     |
| Національні змагання             |                     |                     |                     |                     |                     |
| Чемпіонат України                |                     | 2                   | 2                   | 1                   |                     |

## Програми

### ЗВолодимиром Бєліковим
| Сезон     | Ритмічний танець (коротка програма)                                                              | Довільна програма                                                                 |
| --------- | ------------------------------------------------------------------------------------------------ | --------------------------------------------------------------------------------- |
| 2019-2020 | - Hopelessly Devoted to You (з фільму «Grease») - You're the One That I Want (з фільму «Grease») | - Believer у виконанні Simply Three - I Can't Go On Without You у виконанні Kaleo |
| 2018–2019 | - Вальс: Larrons en foire (з фільму "Невдахи") у виконанні Рафаеля Беауе - Танго                 | - Chopin Nocturne у виконанні Девіда Ґарретта - Run у виконанні Людовіко Ейнауді  |

## Галерея

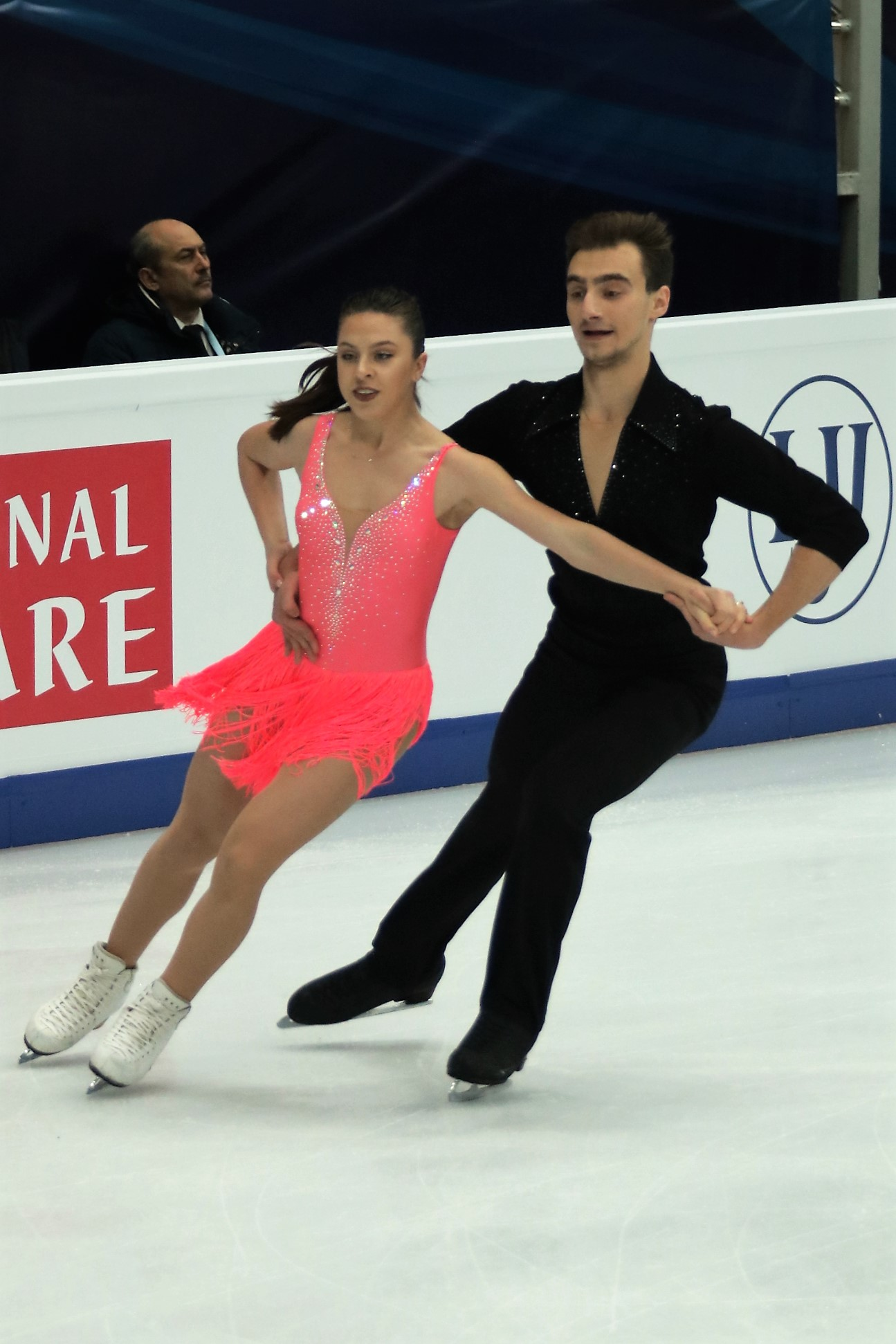
Дар'я Попова та Володимир Бєліков на Чемпіонаті Європи з фігурного катання 2018 в Москві, Росія. Ритмічний танець
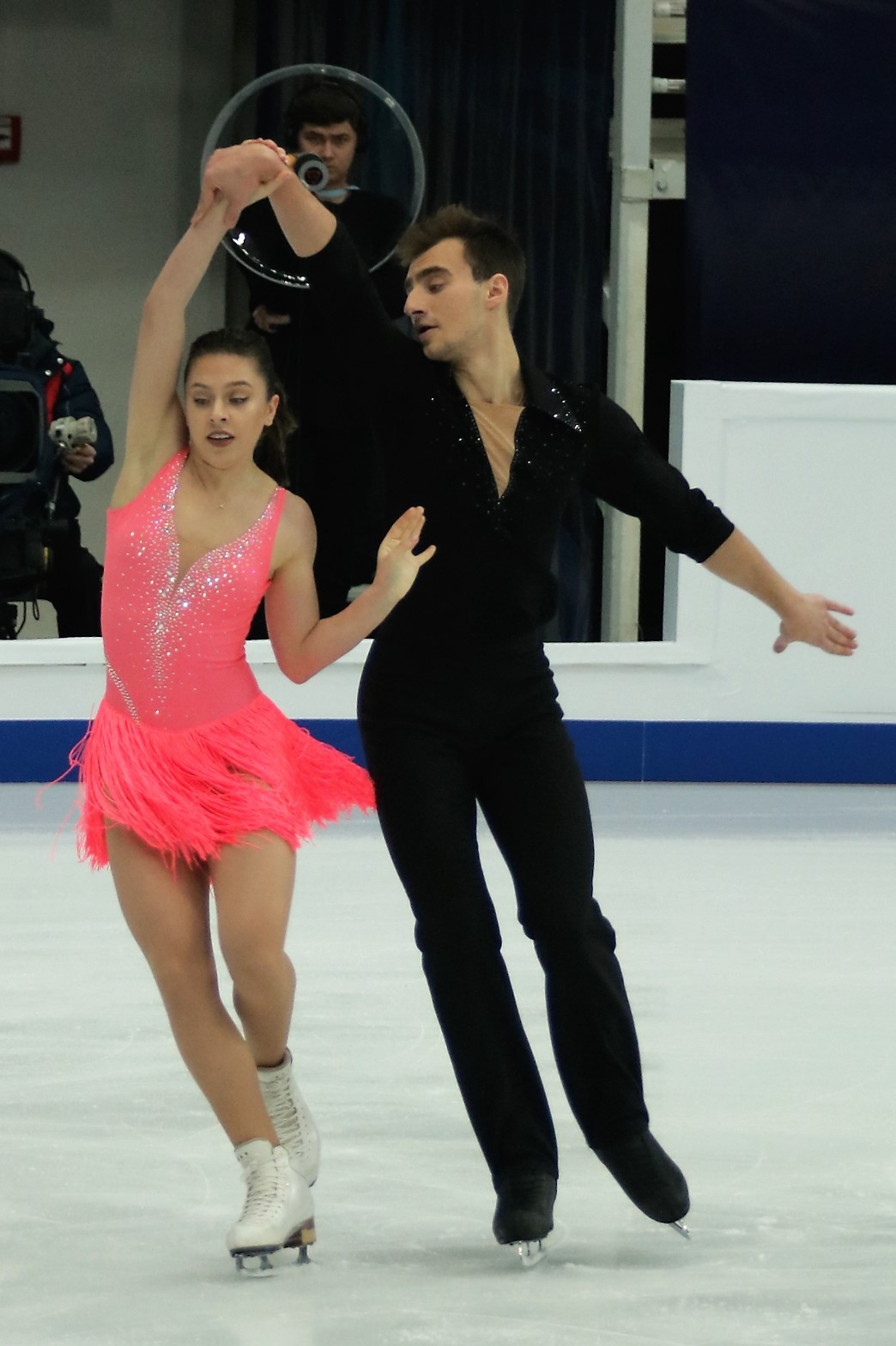
Дар'я Попова та Володимир Бєліков на Чемпіонаті Європи з фігурного катання 2018 в Москві, Росія. Ритмічний танець
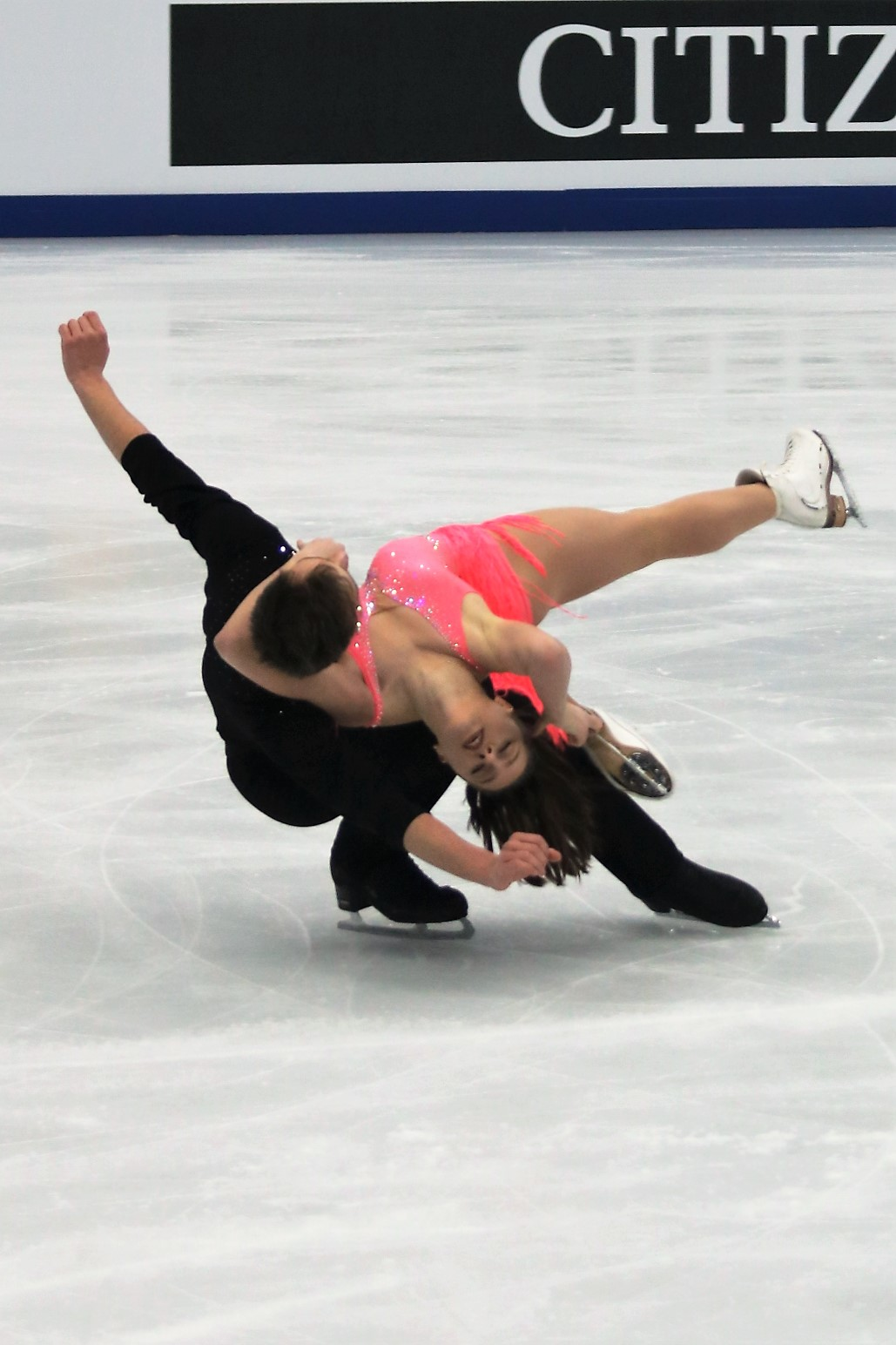
Дар'я Попова та Володимир Бєліков на Чемпіонаті Європи з фігурного катання 2018 в Москві, Росія. Ритмічний танець